# Liste der Kulturdenkmäler in Frücht
In der Liste der Kulturdenkmäler in Frücht sind alle Kulturdenkmäler der rheinland-pfälzischen Ortsgemeinde Frücht aufgeführt. Grundlage ist die Denkmalliste des Landes Rheinland-Pfalz (Stand: 8. Dezember 2023).

## Denkmalzonen
| Bezeichnung                    | Lage                                          | Baujahr         | Beschreibung | Bild                           |
| ------------------------------ | --------------------------------------------- | --------------- | --- | ------------------------------ |
| Denkmalzone Friedhofsbereich   | Schulweg Lage                                 | 19. Jahrhundert | umfasst die evangelische Pfarrkirche mit spätromanischem Turm, den Kirchhof, die um 1817 von Johann Claudius von Lassaulx entworfene Gruft der Familie vom Stein einschließlich der Zufahrt, die ehemalige Schule aus der Zeit um 1860/70 (Schulweg 3) sowie das kleine Wohnhaus am Eingang zum Kirchhof (Schulweg 2) | Fotos hochladen                |
| Denkmalzone Jüdischer Friedhof | südöstlich des Ortes; Distrikt Judenwald Lage | 1813            | 1813 angelegtes, umfriedetes Areal mit sechs Grabsteinen | weitere Bilder Fotos hochladen |

## Einzeldenkmäler
| Bezeichnung                             | Lage                            | Baujahr                     | Beschreibung | Bild                           |
| --------------------------------------- | ------------------------------- | --------------------------- | --- | ------------------------------ |
| Wohnhaus                                | Alte Gasse 1 Lage               | 18. Jahrhundert             | angeblich ehemaliges gräfliches (Forst)-Haus; langgestrecktes Fachwerkhaus, verputzt, wohl aus dem 18. Jahrhundert, Scheune, wohl um 1900                                                                                                   | Fotos hochladen                |
| Wohnhaus                                | Alte Gasse 3 Lage               | um 1800                     | Wohnhaus eines Streckhofs; Fachwerkhaus, teilweise massiv, um 1800, Kniestock vor oder um 1900; Gesamtanlage mit Fachwerkscheune, teilweise massiv                                                                                          | Fotos hochladen                |
| Gruftkapelle der Familie vom Stein      | Schulweg, auf dem Friedhof Lage | um 1817                     | kleiner klassizistisch neugotischer Bau, um 1817, Architekt Johann Claudius von Lassaulx; Grabmäler, 1757–1831, Marmorreliefs, Bildhauer Peter Joseph Imhoff, Köln, nach Entwürfen von Ferdinand Franz Wallraf und Johann Jakob Peter Fuchs | Fotos hochladen                |
| Schulhaus                               | Schulweg 3 Lage                 | um 1860/70                  | ehemalige Schule; eingeschossiger Schulsaal, um 1860/70, eingeschossiges Wohnhaus, 1914 | Fotos hochladen                |
| Evangelische Pfarrkirche (Thomaskirche) | Schulweg 4 Lage                 | Anfang des 13. Jahrhunderts | spätromanischer Ostturm, Anfang des 13. Jahrhunderts, spätklassizistisches romanisierendes Schiff, 1845–47 | weitere Bilder Fotos hochladen |
| Wohnhaus                                | Schweizertalstraße 2 Lage       | 17. oder 18. Jahrhundert    | Fachwerkhaus, teilweise verputzt, 17. oder 18. Jahrhundert | Fotos hochladen                |
| Pfarrhaus                               | Schweizertalstraße 6 Lage       | 1747                        | stattlicher Krüppelwalmdachbau, 1747, heute Evangelisches Pfarramt | Fotos hochladen                |
| Wohnhaus                                | Schweizertalstraße 8 Lage       | 1769                        | Fachwerkhaus, teilweise verschiefert, bezeichnet 1769; Gesamtanlage mit Vorgarten und straßenseitiger Einfriedung, um 1900, Hof, Fachwerkscheune aus dem 18. Jahrhundert, 1881 teilweise massiv erneuert und erhöht                         | Fotos hochladen                |